# Esfera de reloj

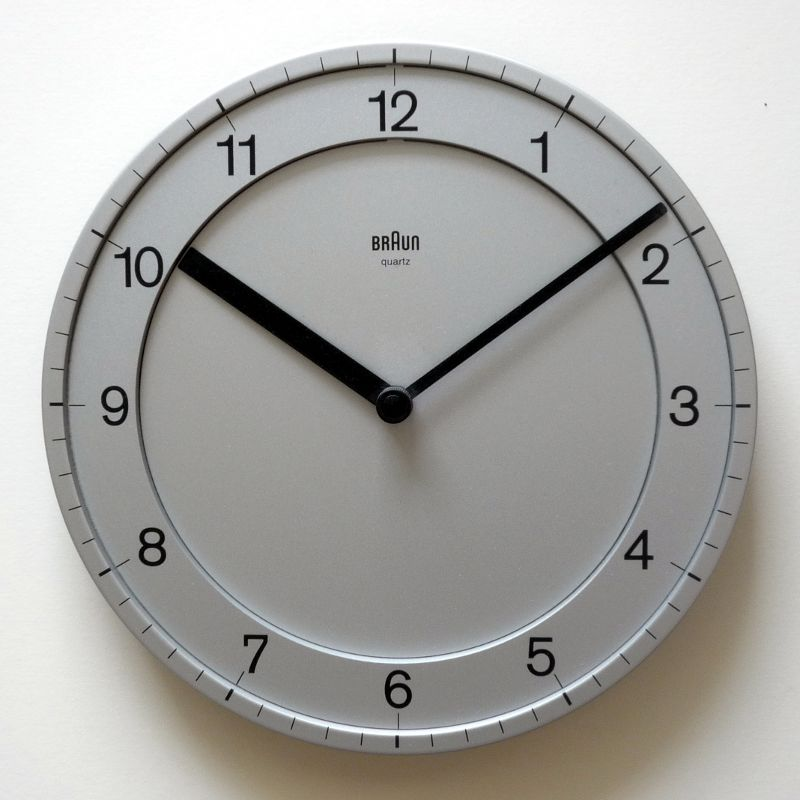
Un reloj de pared que indica las 10:09

Una esfera de reloj es la parte de un reloj analógico que muestra la hora mediante el uso de una esfera plana con marcas de referencia y punteros giratorios que giran sobre ejes concéntricos en el centro, llamados manecilla. En su forma más básica y reconocida a nivel mundial, la circunferencia de la carátula está numerada del 1 al 12, indicando las horas en un ciclo de 12 horas, y una manecilla de hora, la más corta, realiza dos revoluciones en un día. Una manecilla de minutos, más larga, hace una revolución cada hora. La  esfera también puede incluir una manecilla de segundos, que hace una revolución por minuto. El término no se utiliza para la visualización de la hora en relojes digitales .
Hoy en día es tan familiar que los números a menudo se omiten y se sustituyen por graduaciones (marcas) sin etiquetar, especialmente en el caso de los relojes. De vez en cuando, se prescinde de marcas de cualquier tipo y la hora se lee por los ángulos de las manecilla.
La mayoría de diales indican doce horas, pero los hay de seis horas, de veinticuatro horas y antiguamente de 17 horas.

## Manecillas del reloj

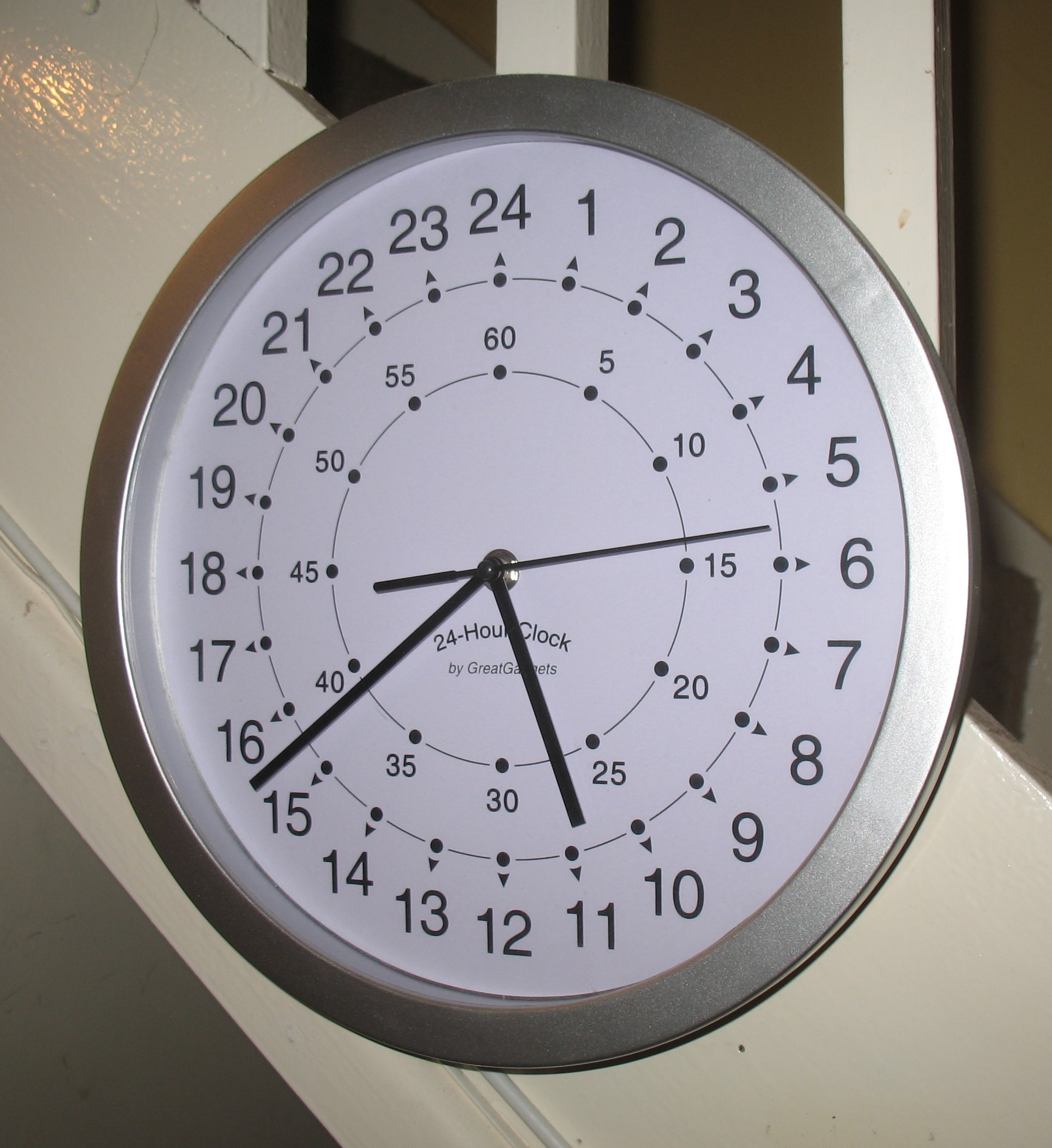
Un reloj de cuarzo moderno con una esfera de 24 horas

La mayoría de los relojes modernos tienen los números del 1 al 12 impresos a intervalos igualmente espaciados en torno a la periferia de la  esfera con el 12 en la parte superior, que indica la hora, y en muchos modelos, sesenta puntos o líneas uniformemente espaciados en un anillo alrededor del exterior de la  esfera. marca, que indica minutos y segundos. La hora se lee observando la colocación de varias "manecillas ", que salen del centro de la esfera:
- Una manecilla de las "horas" corta y gruesa;
- Una manecilla de los "minutos" larga y más fina;
- En algunos modelos, una manecilla de "segundos" muy delgada.

Las tres manecillas giran continuamente alrededor del dial en sentido de dextrógiro que también se conoce como sentido horario, en la dirección de los números crecientes.
- La manecilla de los segundos, se mueve con relativa rapidez, tardando un minuto completo (sesenta segundos) en realizar una rotación completa de 12 a 12. Por cada rotación de la manecilla de los segundos, la manecilla de los minutos se moverá de una marca de minuto a la siguiente.
- La manecilla de los minutos gira más lentamente en torno al dial. Tarda una hora (sesenta minutos) en realizar una rotación completa de 12 a 12. Para cada giro de la manecilla de los minutos, la manecilla de las horas se moverá de una marca de hora a la siguiente.
- La manecilla de las horas es la que se mueve más lentamente de todas, tardando doce horas (medio día) en realizar una rotación completa. Empieza a partir a las "12" a medianoche, hace una rotación hasta que vuelve a apuntar a las "12" al mediodía, y sucesivamente hace otra rotación hasta que vuelve a apuntar a las "12" a la medianoche siguiente. La manecilla de segundos se mueve relativamente rápido, tardando un minuto completo (sesenta segundos) en hacer una rotación completa de 12 a 12. Para cada rotación de la manecilla de segundos , la manecilla de minutos se moverá de una marca de minuto a la siguiente.

## Esfera rotativa

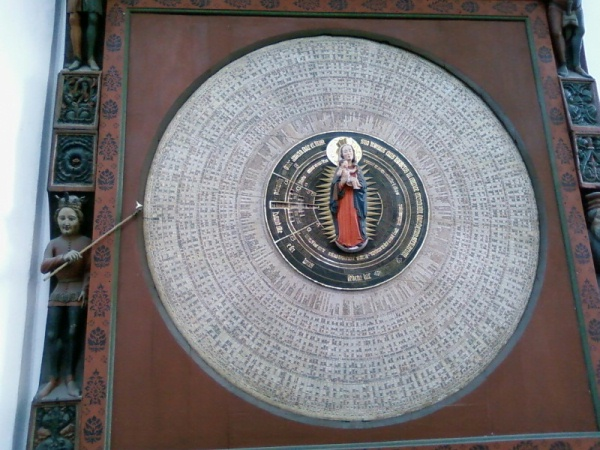
Esfera rotativa de un reloj del siglo XV, iglesia de Santa Maria, Gdańsk, Polonia

Los primeros relojes mecánicos, construidos en la Europa del siglo XIII, eran relojes de carillón : su objetivo era hacer sonar las campanas en las horas canónicas, llamar a la comunidad local a la oración. Éstos eran relojes de torre instalados en campanarios en lugares públicos, para garantizar que las campanas fueran audibles en un área amplia. Poco después de que estos primeros relojes mecánicos se pusieran en su sitio, los relojeros se dieron cuenta de que sus ruedas se podían utilizar para accionar un indicador en un dial en el exterior de la torre, donde se podía ver ampliamente, para que la población local pudiera ver la hora.
Hacia finales del siglo XIV, una manecilla fija (un trozo de madera cortado en forma de manecilla) indicaba la hora señalando los números en una esfera rotativa. Pasada esta época, se adoptó la convención actual de una manecilla giratoria en un esfera fija, a pesar de que en el reloj del Kremlin se mantuvo la esfera rotativa hasta el siglo XVII. La "manecilla de los minutos o minutera" (llamada así porque indicaba las divisiones menudas o "minutes" de la hora) empezó a utilizarse habitualmente hacia 1690, después de que la invención del péndulo y el escape de áncora aumentaran la precisión del tiempo de una forma suficiente para justificarlas. En algunos relojes de precisión, se añadió una tercera manecilla que se bautizó como "manecilla de los segundos o segundera/o", que gira una vez por minuto, en una sub-esfera separada (se llamó así porque medía las "segundas divisiones" de la hora). La convención de las manecillas que se mueven en el sentido de las manecillas del reloj se tomó a imitación del reloj de sol, ya que en el hemisferio norte, donde se originó la  esfera del reloj, la sombra del gnomon en un reloj de sol horizontal se mueve, durante el día, en el "sentido de las manecillas del reloj" .

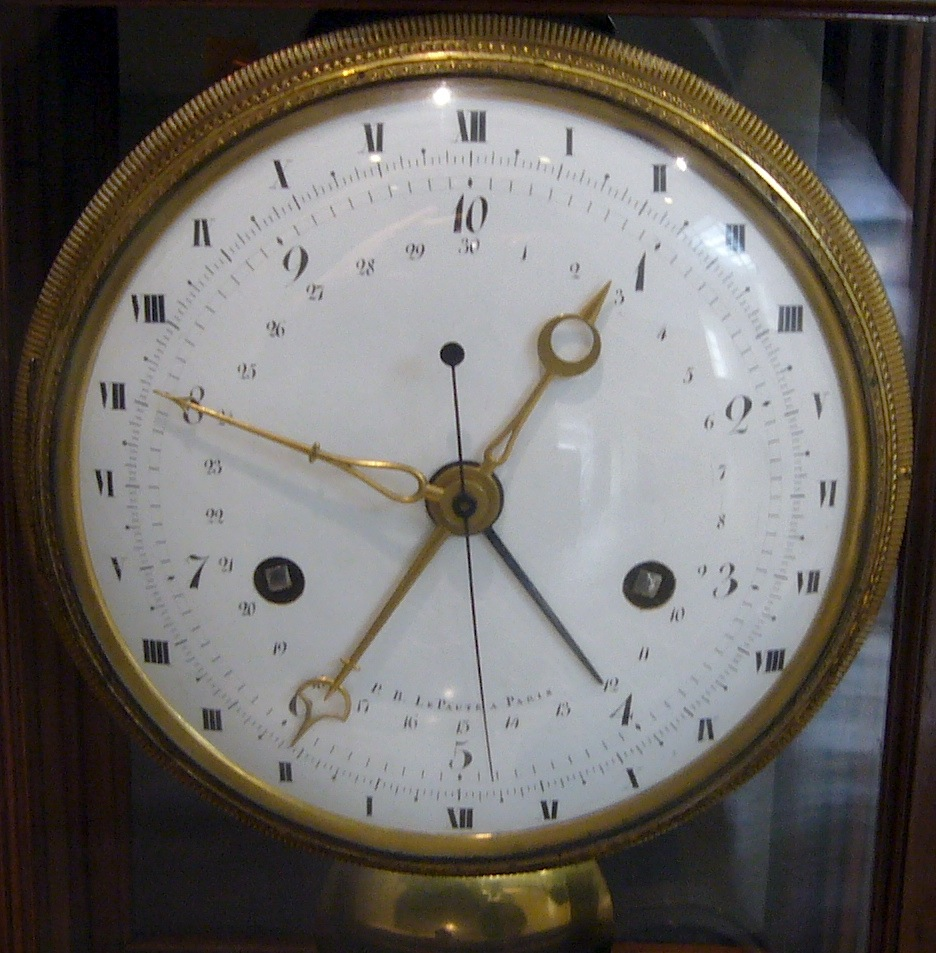
Reloj decimal francés

## Hora decimal
Durante la Revolución Francesa de 1793, en relación con su calendario republicano, Francia intentó introducir un sistema de tiempo decimal. Éste tenía 10 horas decimales al día, 100 minutos decimales por hora y 100 segundos decimales por minuto. Por tanto, la hora decimal era más del doble (144 min) que la hora actual, el minuto decimal era ligeramente más largo que el minuto actual (86 segundos) y el segundo decimal era ligeramente más corto (0,86 segundos) que el segundo actual. Los relojes se fabricaban con esa esfera alternativa, generalmente combinada con las marcas horarias tradicionales. Sin embargo, no se entendió, y Francia suspendió el uso obligatorio del tiempo decimal el 7 de abril de 1795, aunque algunas ciudades francesas utilizaron el tiempo decimal hasta 1801.

## Desarrollo estilístico

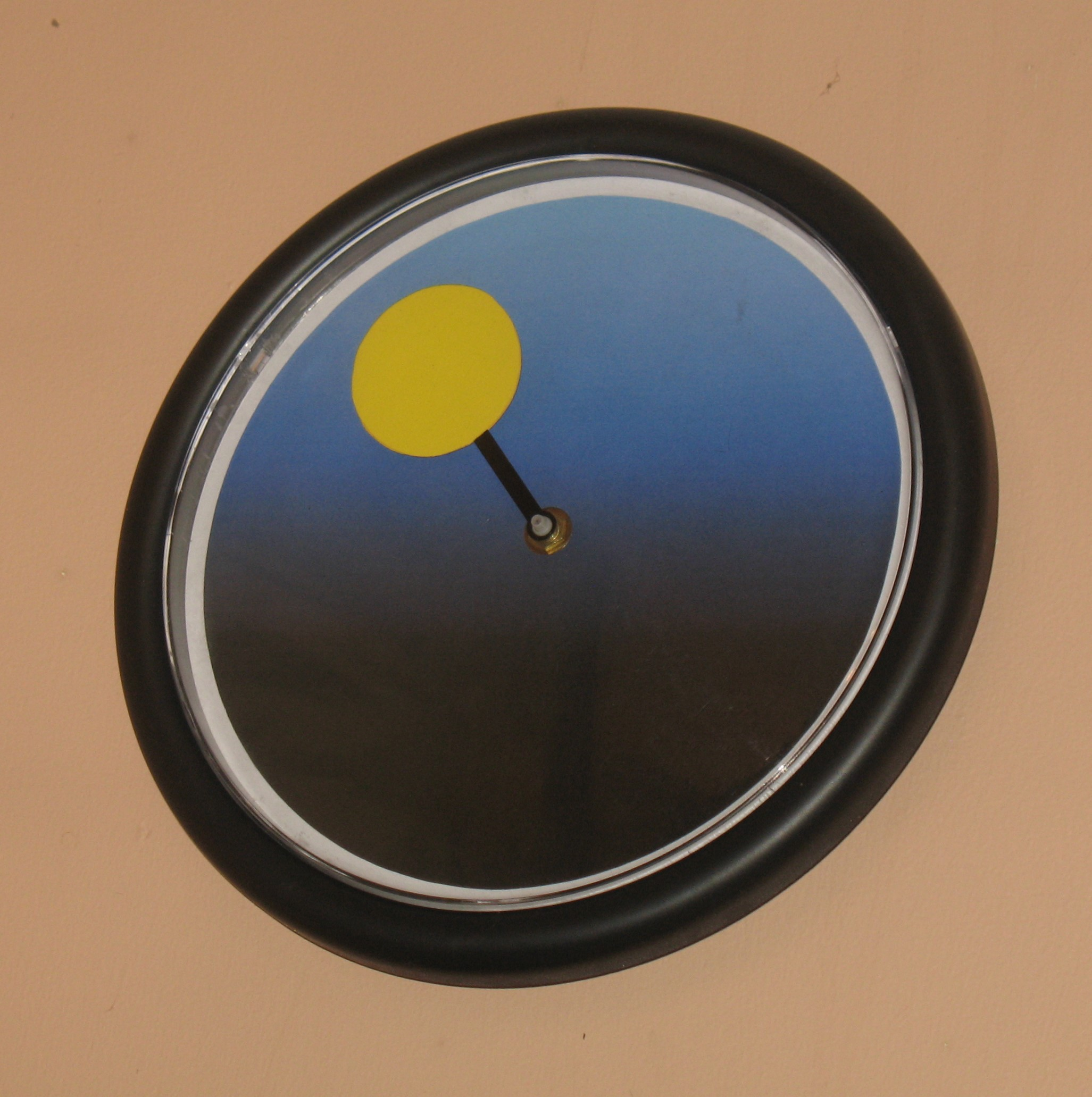
Un simple reloj de 24 horas que muestra la posición aproximada del sol

Hasta el último cuarto del siglo XVII, las marcas horarias se grababan en las  esferas metálicas y los rebajados se llenaban de cera negra. Posteriormente, se logró un mayor contraste y una mejor legibilidad con placas de esmalte blanco pintadas con números negros. Inicialmente, los números se imprimieron en placas pequeñas e individuales montadas sobre una subestructura de latón. Ésta no fue una decisión estilística, más bien la tecnología de producción de esmalte aún no había logrado la capacidad de crear grandes piezas de esmalte. La  esfera de 13 piezas fue un primer intento de crear una  esfera de esmalte completamente blanca. Como su nombre indica, estaba compuesto por 13 placas de esmalte: 12 cuñas numeradas encajadas en torno a un círculo. Las primeras  esferas de esmalte de una sola pieza, no muy distintas de las que se producen actualmente, empezaron a aparecer c. 1735 .
Es habitual que los anuncios modernos muestren relojes y relojes configurados a aproximadamente 10:10 o 1:50, ya que esta disposición en forma de V hace aproximadamente una sonrisa, imita una figura humana con los brazos levantados y deja el logotipo de la compañía de relojes. sin ser tapado por las manecilla.
En la década de 1970, el diseñador alemán Tian Harlan inventó el Chromachron, un reloj de pulsera cuya esfera de reloj no tiene esfera, sino un disco con un dibujo en forma de pastel que gira por minuto sobre los patrones de color que representan las horas y los minutos.

## Obsolescencia
En la década de 2010, algunas escuelas del Reino Unido empezaron a sustituir los relojes analógicos en las salas de exámenes por relojes digitales porque un número creciente de alumnos no podían leer los relojes analógicos.[9] Los relojes de los teléfonos inteligentes y ordenadores suelen ser digitales más que analógicos, y los defensores de la sustitución de las esferas de los relojes analógicos argumentan que se han convertido en obsoletos tecnológicamente. Sin embargo, la lectura de relojes analógicos todavía forma parte de los currículos de la escuela primaria estadounidense; los defensores de los relojes analógicos argumentan que su inclusión en el currículo refuerza los conceptos matemáticos básicos que se enseñan en la escuela primaria.